# Klimontów (gmina w Generalnym Gubernatorstwie Lubelskim)
Klimontów – dawna gmina wiejska, istniejąca przejściowo w 1915 roku na okupowanym przez Austro-Węgry Zagłębiu Dąbrowskim podczas I wojny światowej. Siedzibą władz gminy był Klimontów (obecnie w granicach Sosnowca).
Podczas I wojny światowej gmina Zagórze, należąca od 1867 do powiatu będzińskiego pod zaborem rosyjskim, została przedzieloną granicą państw okupacyjnych. Jej wschodnia, zasadnicza część z Zagórzem znalazła się pod okupacją austriacką, gdzie weszła w skład nowo utworzonego powiatu dąbrowskiego, zachowując nazwę Zagórze. Natomiast zachodnia część gminy Zagórze znalazła się pod okupacją niemiecką, gdzie weszła w skład reformowanego powiatu będzińskiego.
Klimontów znalazł się po wschodniej, austriackiej stronie linii granicznej, gdzie początkowo pozostał w gminie Zagórze. W marcu 1915 poinformowano, że organizacja przeciętej granicą gminy Zagórze nie została jeszcze w pełni przeprowadzona, lecz począwszy od kwietnia 1915 w Dzienniku Urzędowym Obwodu Dąbrowskiego figuruje podział na trzy gminy wiejskie: Dańdówka, Niwka i Zagórze, a od maja 1915: Dańdówka, Niwka i Klimontów (ta ostatnia w miejsce zniesionej gminy Zagórze). 1 maja 1915 dla gmin Dąbrowa, Dańdówka, Niwka i Klimontów utworzono w Dąbrowie wspólny sąd gminny. Począwszy do czerwca 1915 na omawianym obszarze pojawiają się cztery gminy: Dańdówka, Niwka, Klimontów i Zagórze (wydzielono więc ponownie gminę Zagórze z gminy Klimontow).
W Dzienniku Urzędowym z 15 sierpnia 1915 ogłoszono, że gmina Klimontów została zniesiona, a jej obszar włączony do gminy Zagórze, do której włączono także ponownie Józefów z niemieckiej strefy okupacyjnej, po korekcie granicy.
Stan ten utrzymał się po odzyskaniu przez Polskę niepodległości.